# Tomper Straße 21 (Mönchengladbach)

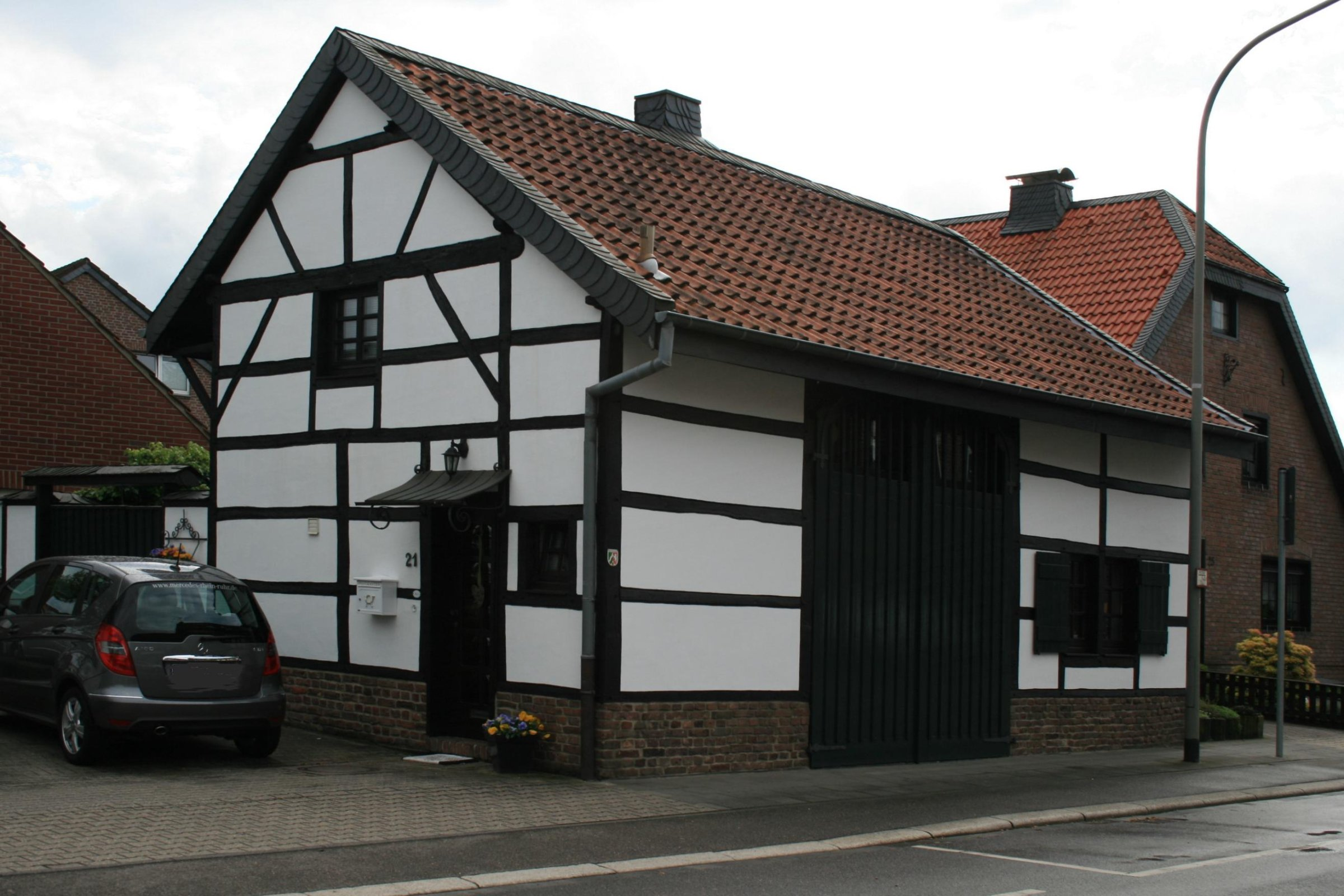
Wohnhaus (ehemalige Scheune), 2010

Das Wohnhaus Tomper Straße 21, eine ehemalige Scheune, steht im Stadtteil Hardt in Mönchengladbach (Nordrhein-Westfalen).
Das Gebäude wurde im 18./19. Jahrhundert erbaut und unter Nr. T 002 am 4. Dezember 1984 in die Denkmalliste der Stadt Mönchengladbach eingetragen.

## Lage
Die Tomper Straße liegt im Stadtteil Hardt in der unmittelbaren Nähe zum Ortskern. Das Objekt Nr. 21 stellt eine originale Fachwerkkonstruktion dar als Scheunengebäude mit Zufahrt von der Straße, wahrscheinlich ehemals auch Durchfahrt zum dahinterliegenden Hof.

## Architektur
Das Haus Nr. 21, das Scheunengebäude, steht eingeschossig und traufständig zur Straße. Die Straßenfassade enthält etwas links aus der Mitte das Scheunentor, linksseitig ein Gefach, rechtsseitig zwei Gefache. Ein Satteldach aus Hohlfalzziegel mit Verwahrung der Ortgänge und des Firstes in Naturschiefer schließen das Gebäude ab.